# Carolyn Wonderland
Carolyn Wonderland (Houston, 1972. november 9. –) amerikai bluesénekesnő, gitáros, dalszerző. Carolyn Bradford néven született 1972-ben Houstonban, Texas államban. Abbahagyta a houstoni „Langham Creek High School”-t, hogy zenei ambícióit kiélhesse.

## Pályakép
1999-ben a Houstonból a texasi Austinba költözött. 2001-ben elvesztette a lakásbérletét, amikor a tulajdonos megbetegedett. A furgonjába költözött, mert évente több mint 300 napot töltött úton fellépéseivel.
Wonderland játszik gitáron, slide gitáron, mandolinon, trombitán és zongorán. Bár elsősorban bluest játszik, szereti a countryt, a swinget, a gospelt, a soult. Mindezek elemeit beépíti saját zenéjébe.
2008-ban kiadta a Miss Understoodot. A címadó dal a Roots Music Report top 50-jébe került. Wonderland zenéjének rajongói közé tartozik Bob Dylan és Ray Benson. Benson, a Miss Understood producere és Wonderland egyik munkatársa volt.
Wonderland számos blueszenész zenéjét befolyásolta. Sok lemezfelvételen vett részt, köztük olyanokon is, amelyeket független kiadók saját maguk készítettek.
2009 nyarán az éves Rochesteri Nemzetközi Jazzfesztivál főszereplője volt az Eastman Színházban és New Yorkban. 2003-ban a Wonderland megnyitotta a Sturgis Motorcycle Rallyt, miután a megelőző tíz évben ott szerepelt, és elénekelte a az amerikai himnuszt a „The Imperial Monkeys”-szal − ugysnis Wonderland az Imperial Monkeys együttes énekese is. Amellett az Imperial Golden Crown Harmonizersszel is fellép. 2018 áprilisában csatlakozott John Mayall zenekarához, mint az első szólógitáros nő Mayall 60 éves pályafutása alatt.
Pénzt gyűjt austini helyi jótékonysági szervezeteknek, élelmiszerbankoknak, népkonyháknak, hajléktalanszállóknak, valamint a marihuána legalizálása érdekében is.

## Szólóalbumok
- 2001: Alcohol and Salvation
- 2003: Bloodless Revolution
- 2008: Miss Understood
- 2011: Peace Meal
- 2015: Live Texas Trio
- 2017: Moon Goes Missing
- 2021: Tempting Fate

## The Imperial Monkeys együttes
- 1993: Groove Milk
- 1994: Truckstop Favorites Vol. 2
- 1995: Play with Matches
- 1997: Blue Lights
- 1997: Bursting with Flavor

## Filmek
- Carolyn Wonderland az IMDb-n

## Díjak
- 2021: Favorite Blues Albums: „Tempting Fate”

## Fordítás
Ez a szócikk részben vagy egészben  a   Carolyn Wonderland című angol Wikipédia-szócikk ezen változatának fordításán alapul.  Az eredeti cikk szerkesztőit annak laptörténete sorolja fel. Ez a jelzés csupán a megfogalmazás eredetét és a szerzői jogokat jelzi, nem szolgál a cikkben szereplő információk forrásmegjelöléseként.